# Sapromyzosoma cabrilensis
Sapromyzosoma cabrilensis is een vliegensoort uit de familie van de Lauxaniidae. De wetenschappelijke naam van de soort is voor het eerst geldig gepubliceerd in 1993 door Carles-Torla.